# Oskar Klumpp
Oskar Klumpp (* 25. April 1906 in Neckarsulm; † 11. Februar 1973 in Oberstaufen, Oberallgäu) war ein deutscher Jurist und Kommunalpolitiker. Er war unter anderem 1963 bis 1973 Landrat des Landkreises Tübingen und von 1966 bis 1968 Präsident der Synode der Evangelischen Landeskirche in Württemberg.

## Leben und Beruf
Klumpp besuchte zunächst das Eberhard-Ludwigs-Gymnasium in Stuttgart und wechselte dann auf die Evangelisch-theologischen Seminare Schöntal und Urach über. Nach dem Abitur studierte er Evangelische Theologie an der Eberhard Karls Universität Tübingen, ab 1925 Rechtswissenschaft in Tübingen und München. Die juristischen Staatsprüfungen legte er 1930 und 1933/34 ab. Ab 1935 war er Gerichtsassessor an verschiedenen Gerichten in Stuttgart. 1938 wurde er Landgerichtsrat in Ravensburg, 1940 in Stuttgart. Dann wurde er als Soldat eingezogen. Am Ende des Zweiten Weltkrieges geriet er kurzzeitig in Kriegsgefangenschaft.

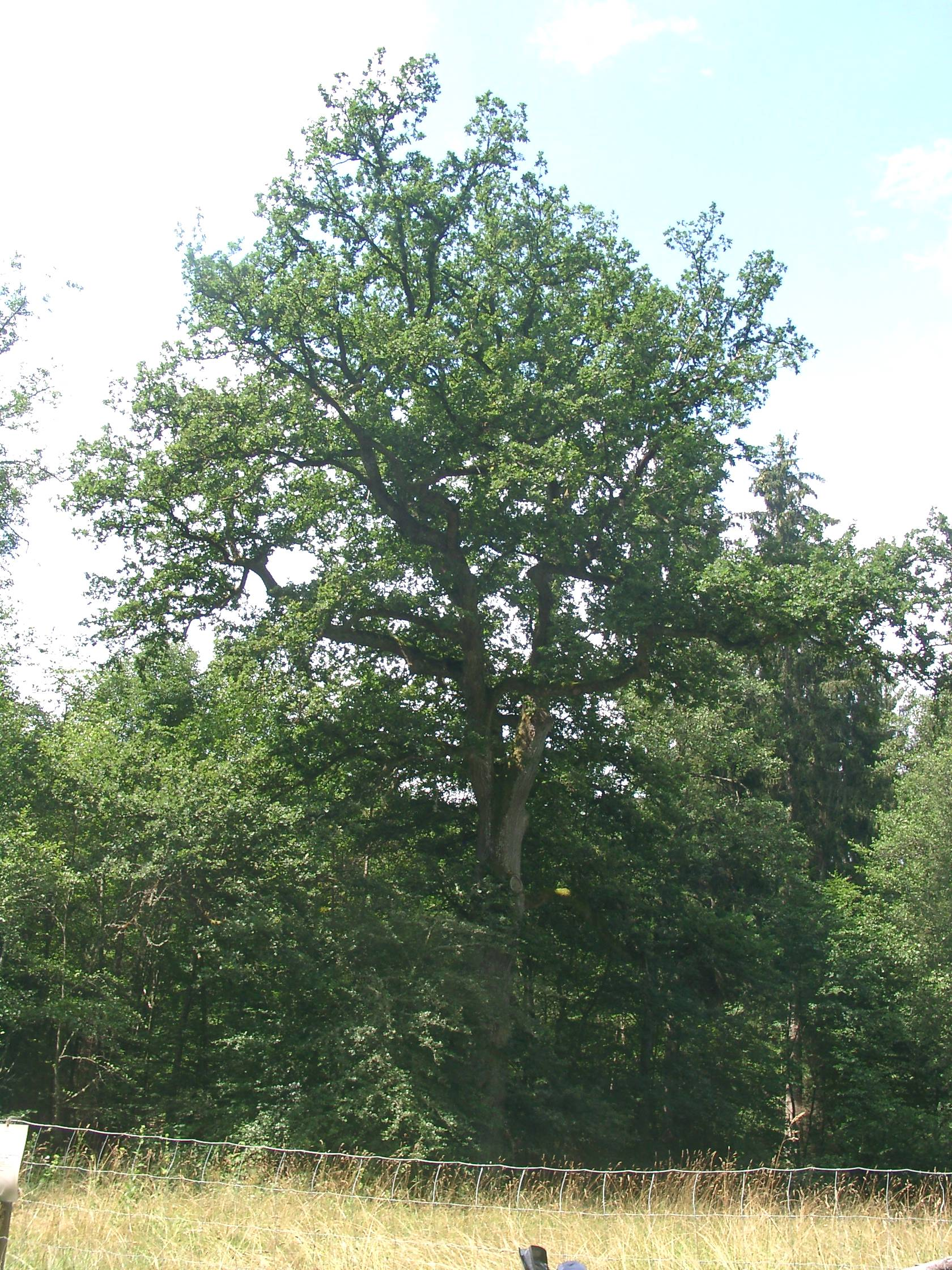
Die Oskar-Klumpp-Eiche im Schönbuch bei der Teufelsbrücke

1945 arbeitete Klumpp vorübergehend bei der Stadt Stuttgart. 1946 wurde er zum Richter in Tübingen berufen. 1947 wechselte er zu den Technischen Werken der Stadt Stuttgart. 1949 wurde er persönlicher Referent des Stuttgarter Oberbürgermeisters Arnulf Klett. 1951 erfolgte seine Ernennung zum Direktor, 1953 zum Stadtdirektor. 1963 wählte ihn der Kreistag des Landkreises Tübingen zum Landrat. Dieses Amt bekleidete er bis zur Kreisreform im Jahr 1973. Kurzzeitig war er noch Amtsverweser des neuen, vergrößerten Tübinger Landkreises, bis der Kreistag einen neuen Landrat wählte. Dann ging er in den Ruhestand.
Im Schönbuch erinnert eine alte Eiche im Goldersbachtal bei Bebenhausen an Klumpp. Die markante Eiche trägt den Namen „Oskar-Klumpp-Eiche“ und erinnert an seinen Einsatz gegen den geplanten Großflughafen Stuttgart II und für die Einrichtung eines Naturparks im Schönbuch.

## Kirchliches Engagement
Klumpp engagierte sich neben seiner beruflichen Tätigkeit im kirchlichen und sozialen Bereich. 1966 bis 1973 war er Vorsitzender des Verwaltungsrats des Diakonissenmutterhauses der Olgaschwestern in Stuttgart. 1966 wurde er in die 7. Landessynode der Evangelischen Landeskirche in Württemberg gewählt. Als einzige evangelische Kirche in Deutschland dürfen Kirchenmitglieder der württembergischen Landeskirche ihre Landessynodalen direkt wählen. In der er als Nachfolger von Heinz Autenrieth das Präsidentenamt ausübte. 
Im pietistischen Württemberg besannen sich, wie die Stuttgarter Nachrichten schrieben, die „in Bibelfrömmigkeit zugeknöpften Konservativen“ auf eine neue Taktik: Schon in den Vorbereitungsgremien hatten sie auf Programm und Pressearbeit des Kirchentags so gründlich Einfluss nehmen wollen, dass der schwäbische Landes-Synodalpräsident Oskar Klumpp „Musterbeispiele falscher Selbstherrlichkeit und eine unbarmherzige Neigung zur Verketzerung des Andersdenkenden“ entdeckte.
Am 17. Oktober 1968 legte Klumpp dieses Amt nieder. Die Synode wählte im Januar 1969 Hans von Keler zu seinem Nachfolger.